# Command & Conquer: Tiberian Sun
Command & Conquer: Tiberian Sun er et real-time strategy-spil som blev udviklet af Westwood Studios og udgivet af Electronic Arts. Det udkom den 27 august 1999 og blev modtaget positivt af mange.
Tiberian Sun foregår i år 2030, ca. 30 år efter Command & Conquer: Tiberian Dawn.
Ligesom i Tiberian Dawn står kampen mellem GDI (Global Defense Initiative) og The Brotherhood of Nod.
Tiberian Sun er det andet kapitel af fire i spilserien Command & Conquer.

## Spillestil
Spillestilen er real-time strategy. Real time strategy vil sige, at man ikke kan stoppe op, tage en pause og i den pause lave handlinger i det igangværende spil. Stopper man spillet er man nødt til at sætte spillet i gang igen, for at kunne lave nogle nye handlinger.

## Spillemåder
Spillet indeholder singleplayer, hvor man løser missioner, enten som GDI eller Nod, samt multiplayer med op til 8 spillere mod hinanden eller i hold.

### Singleplayer
Singleplayerdelen består af to kampagner. Den ene, hvor man er GDI-kommandøren Michael McNeil. Den anden, hvor man er Nod-kommandøren Anton Slavik.

### Multiplayer
Spiller du multiplayer kan du spille mod computeren ved at vælge "Skirmish". Har du etabliseret et lokalt computer netværk (LAN) kan man spille mod hinanden ved at vælge "network" eller man kan spille over internettet ved at vælge "internet". Kampene her er som regel alle mod alle, så den sidste der er tilbage er sejrsherre. Det er ikke sådan, at det for de hold, der er GDI gælder om at udslette Nod (eller omvendt), men det gælder om at udslette alle.

## Historien
Grundlæggende går plottet fra Tiberian Dawn igen i Tiberian Sun. GDI kæmper mod Nod. Nod vil have verdensherredømmet og tage Tiberium'et til sig, hvorimod GDI vil have det under kontrol.

### Firestorm
Command & Conquer: Tiberian Sun Firestorm udkom som en udvidelse til Command & Conquer: Tiberian Sun. Med Command & Conquer: Tiberian Sun Firestorm kom der nye missioner, nye enheder og nye personer til spillet.